# Арсений (Мацеевич)
Митрополи́т Арсе́ний (в миру Алекса́ндр Ива́нович Мацее́вич, или Маскее́вич, или Мацие́вич; 1697, Владимир-Волынский — 28 февраля (10 марта) 1772, Ревель) — епископ Православной российской церкви, митрополит Ростовский и Ярославский.
Лишён сана за противодействие секуляризации монастырских имуществ, умер в заточении. В 2000 году был прославлен в лике святых Русской православной церковью как священномученик.

## Биография
Родился в 1697 году во Владимире-Волынском в семье православного священника. Происходил из польской шляхты (по другой версии, западнорусской православной шляхты). Его отец, Иоанн Мацеевич, был иереем при Владимирском Спасском храме. Получил хорошее образование, учился в духовной школе Владимира-Волынского, во Львовской школе риторики, затем Киевской духовной академии.
В 1716 году был направлен в Черниговскую епархию в Спасский монастырь Новгорода-Северского проповедником. Здесь архимандрит Геннадий (Стефанович) постриг его в монашество с именем Арсений. В монастыре инок Арсений имел клиросное послушание, говорил проповеди и обучал детей латинскому языку.
В 1717 году инок Арсений был послан в Чернигов к преосвященному Антонию (Стаховскому), архиепископу Черниговскому, и рукоположён им во иеродиакона. Иеродиакон Арсений быстро сблизился с владыкой, который был другом митрополита Стефана (Яворского). Под влиянием архиепископа Антония он решил продолжить своё образование.
В 1718 году иеродиакон Арсений вновь поступил в Киевскую духовную академию «для слушания философии и богословия». Здесь по благословению преосвященного Варлаама (Вонатовича), архиепископа Киевского, в 1723 году в Киевском Софийском соборе он был посвящён в иеромонаха. В 1726 году окончил слушание академических наук.
В конце 1729 года Арсений вернулся в Черниговскую епархию и был направлен в Черниговский Троицкий Ильинский монастырь. Но уже в 1730 году отправлен в Тобольск для проповеди, где в качестве проповедника и учителя прожил 3 года.
В 1733 году, возвращаясь из Сибири, совершил путешествие в Устюг, Холмогоры и Соловецкий монастырь, где полемизировал с заключенными там раскольниками.
В 1734—1736 годах Арсений участвовал во Второй Камчатской экспедиции под началом Витуса Беринга. Однако в 1736 году взят под стражу и привезен из Пустозерска в адмиралтейскую коллегию по секретному делу, но признан невиновным. По болезни (цинга) уволен от флотской службы (1737 г.) и определён при епископе Вологодском Амвросии (Юшкевиче). С 1738 года — соборный иеромонах синодального дома и законоучитель Академической гимназии в Санкт-Петербурге.
С 1738 года занимался проверкой духовенства на соответствие их моральному и академическому уровню занимаемой должности и увещеванием отступников от Православия. Проверки могли доходить до пыток, так иероманах Арсений «пытал ярославского игумена Трифона, старца 85 лет, и пытал до того, что Трифон умер. Ярославский преосвященный подал жалобу об этом в Святейший Синод; Святейший Синод решил по этому делу, чтобы впредь духовных особ пытали бережно».
В марте 1741, во время регентства Анны Леопольдовны, Арсений был рукоположён во епископа Сибирского и Тобольского с возведением в сан митрополита. Выбор Арсения для этой кафедры был обусловлен не только его знакомством с Сибирью, но и тем, что незадолго до этого он отказался присягать герцогу Бирону — регенту малолетнего Иоанна Антоновича.
Позже Арсений Мацеевич отказался присягать и Елизавете Петровне, считая унизительными для архиерейского сана слова: «исповедаю же с клятвою крайнего судию сея Коллегии быти Самую Всероссийскую монархиню Государыню нашу всемилостивейшую». Взамен владыка предлагал: «исповедаю же с клятвою Крайнего Судию и Законоположителя духовного сего церковного правительства быти — Самого Господа Бога и Спаса нашего Иисуса Христа, полномощного Главу Церкви и Великого Архиерея и Царя, надо всеми владычествующего и всем имущего посудити — живым и мертвым». К этой формуле митрополит Арсений сделал ещё пояснение, что монаршей власти довольно в той силе присягать в верности и повиноваться, в какой показано от Крайнего Судии Христа в Евангелии и Апостоле. В термине Крайний Судья в приложении к лицу императора митрополит Арсений видел «излишнее ласкательство во унижение или отвержение Крайнего Судии — Самого Христа».
Елизавета разрешила не произносить Арсению этого выражения, однако присягу он так и не принёс. Тем не менее, это никак не отразилось на карьере и жизни Арсения: в 1742 году он неоднократно произносил проповеди во время коронационных торжеств, а затем был переведен в Ростов, причём получил звание члена Святейшего Синода.

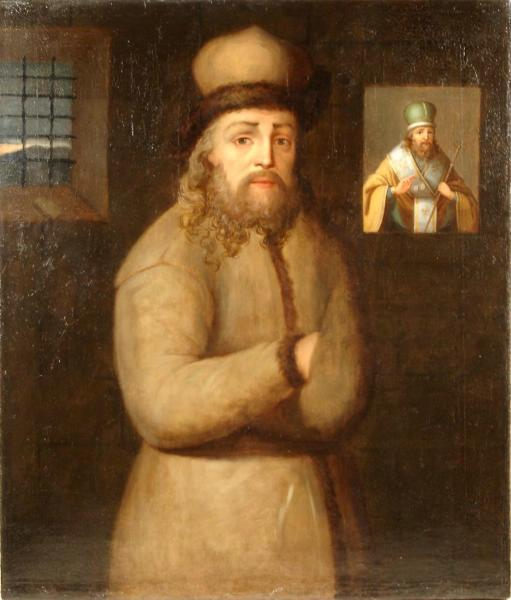
Арсений (Мацеевич) в заточении (первая половина XIX в.)

С 1742 по 1763 — митрополит Ростовский. По его инициативе в Спасском монастыре Ярославля была открыта Ярославская духовная славяно-латинская семинария. Арсений считается деятельным просветителем, однако П. В. Знаменский придерживался другой точки зрения, считая Арсения Мацеевича противником создания духовных школ, что было редким исключением среди епископов украинского происхождения. В вину ему ставилось также закрытие латинской школы в Ростове. В 1759 году митрополит Арсений имел конфликт с ректором Ярославской семинарии Владимиром (Каллиграфом), учение которого Арсений посчитал «жидовством и кальвинизмом».
В 1752 году митрополит Арсений был организатором открытия мощей святителя Димитрия Ростовского.
Будучи единственным из архиереев, кто открыто выступил против секуляризации церковных владений при Екатерине II, начиная с 5 (16) марта 1763 года, Арсений подавал в Святейший Синод один протест за другим против отнятия монастырских вотчин и против вмешательства светских лиц в духовные дела, особенно выступал против президента Коллегии Экономии Мусина-Пушкина, называя его «турком». Поскольку главой поместной Русской церкви с учреждением Синода был монарх («крайний судия»), то секуляризация церковных имуществ проходила при полном согласии Святейшего Синода. В Неделю Торжества Православия, до подачи своих прошений в Синод, митрополит Арсений на богослужении к остальным анафемам против еретиков прибавил «анафему, обидчикам церквей и монастырей». Императрица Екатерина узнала о поступках Арсения и назвала его: «лицемером, пронырливым и властолюбивым бешенным вралем». Императрицу поддержал Святейший Синод: митрополит Новгородский Димитрий (Сеченов), митрополит Московский Тимофей (Щербацкий), архиепископ Санкт-Петербургский Гавриил (Кременецкий), епископ Псковский Гедеон (Криновский), архиепископ Крутицкий Амвросий (Зертис-Каменский), епископ Тверской Афанасий Вальковский, архимандрит Новоспаский Мисаил (Чирский).
Синод подал доклад императрице о поступках Арсения. Императрица рассмотрела доклад и повелела, чтобы сам Синод митрополита Арсения «судил как своего члена и злонамеренного преступника». В Ростов, в середине марта был прислан обер-офицер, который привез указ Арсению следующего содержания: «14 марта определено ваше преосвященство, чрез нарочно отправленного гвардии обер-офицера привезти в Москву, а при том отъезде ризницы и людей, кроме трех нужнейших вашему преосвященству, с собой не брать, и имеющиеся в кельях вашего преосвященства письма, кроме печатных книг, собрав в одно место, вашею и того обер-офицера печатью запечатав, взять оному обер-офицеру в Москву».
14 апреля, при приезде в Москву, Арсения держали под крепкою стражею в Симонове монастыре, как преступника. Императрица написала письмо к обер-прокурору Глебову: «Александр Иванович! Нынешнюю ночь привезли враля, которого исповедовать должно; приезжайте ужо ко мне, он здесь во дворце будет». В присутствии императрицы, Орлова, Глебова и Шешковского, Арсений до того «простер свою дерзость в объяснениях», что императрица зажала себе уши, а ему «закляпили рот».
В этот же день 14 апреля на заседании Синода Арсения присудили извергнуть из архиерейского сана, расстричь из монашества, а затем предать суду светскому, согласно которому, за оскорбление её Величества Арсения должны были казнить смертью. Приговор Синода был послан Екатерине. Императрица, как об этом сказано в указе синодском, «по великодушию и милосердию своему природному», соизволила освободить Арсения от суда светского и истязания, а повелела оставить ему один только монашеский чин и сослать его в отдаленный монастырь под присмотр настоятеля. Осужденный призван был в Синод для объявления ему и для исполнения указа. Арсения извергли из священства и сослали сначала в Ферапонтов монастырь, позже местом ссылки Арсения стал Николо-Корельский монастырь.
В ссылке продолжал жестко критиковать екатерининскую политику. В частности, он критиковал Екатерину за содержание под стражей бывшего императора Иоанна Антоновича, убитого в заключении в Шлиссельбурге при попытке поручика Василия Мировича организовать его освобождение. Арсений приветствовал поступок Мировича и осуждал решение царицы осудить его на казнь. В 1767 году Арсений был расстрижен из монашества в крестьяне и посажен в Ревельскую крепость под именем «некоего мужика» Андрея Враля.
Скончался 28 февраля (10 марта) 1772 года, погребён в Таллине (Ревеле) в Успенском приделе Никольской церкви.

## Проповеди и богословские труды
Арсений Мацеевич был известен как яркий проповедник. В 1742—1761 гг. он активно проповедовал при дворе. По сведениям Евгения (Болховитинова), 7 проповедей его были напечатаны при жизни, в 1742, 1744 и 1749 гг. В настоящее время известно 12 томов рукописных копий его проповедей 1746—1761 гг.; они находятся в библиотеке Троице-Сергиевой лавры.
Известны также труды Арсения Мацеевича против старообрядчества. Это «Увещание» раскольнику игумену Иоасафу (1734 г.), предисловие к исправленному им же изданию «Обличение неправды раскольничей» Тверского архиепископа Феофилакта (1745 г.), «Дополнение обличения ответов раскольнических, пустосвятами Выгорецкими в 1723 году предложенных».
Против лютеранства написано сочинение «Возражение на пасквиль лютеранский, называемый молоток», которое датируется Филаретом (Гумилевским) примерно 1745—1753.
Миссионерская деятельность Арсения Мацеевича оценивается неоднозначно:

Взгляд автора (Арсения Мациевича) «Дополнения» на характер отношений к расколу отличался строгостию, доходившею до жестокости. По автору, раскольников, как врагов церкви и государства, надлежит мечем духовным и гражданским истреблять и искоренять, дабы отнять всякую возможность распространения и усиления раскола; истребление раскольников должно совершаться с большим прилежанием и настойчивостью, чем жидов и других еретиков, живущих в пределах России, если последние (то есть все иноверцы), как в зловерии родившиеся, не совращают православных в свою веру и не вредят церкви и государству; раскольники заслуживают не только вечного, но и временнаго мучения и казнения
— Синайский А. «Отношение церковной власти к расколу старообрядства в первые годы синодального управления при Петре Великом» (1721-1725г.). Санкт-Петербург: Синодальная типография, 1895. С. 150

Владыка обнаружил, что среди ростовской паствы было множество раскольников, из-за отсутствия школ народ находился в глубоком невежестве, а духовенство не стояло на высоте своего призвания. Митрополит Арсений стал сразу заботиться, чтобы Церковь была воспитательницей народа.
— Житие священномученика Арсения (Мацеевича; 1697—1772), митрополита Ростовского / Сост. священником Олегом Митровым. - Тверь: Сивер, 2001.- 49 + [1] с.

Он много потрудился в деле народного просвещения, был ревностный проповедник и горячий защитник православия против лютеран и раскольников-старообрядцев. В борьбе с последними он поступал как человек своего жестокого времени, больше надеясь на грубую силу. Не щадя себя, когда сильные мира сего оказались против него, он, пока сам был сильным, тоже не считал возможным щадить своих противников. <...> Когда дело касалось богатых и почетных раскольников, он своею властью подолгу держал их в заключении, несмотря на жалобы, подаваемые на него духовным и светским властям.
— Биография на сайте «Русское православие»

## Реабилитация и канонизация

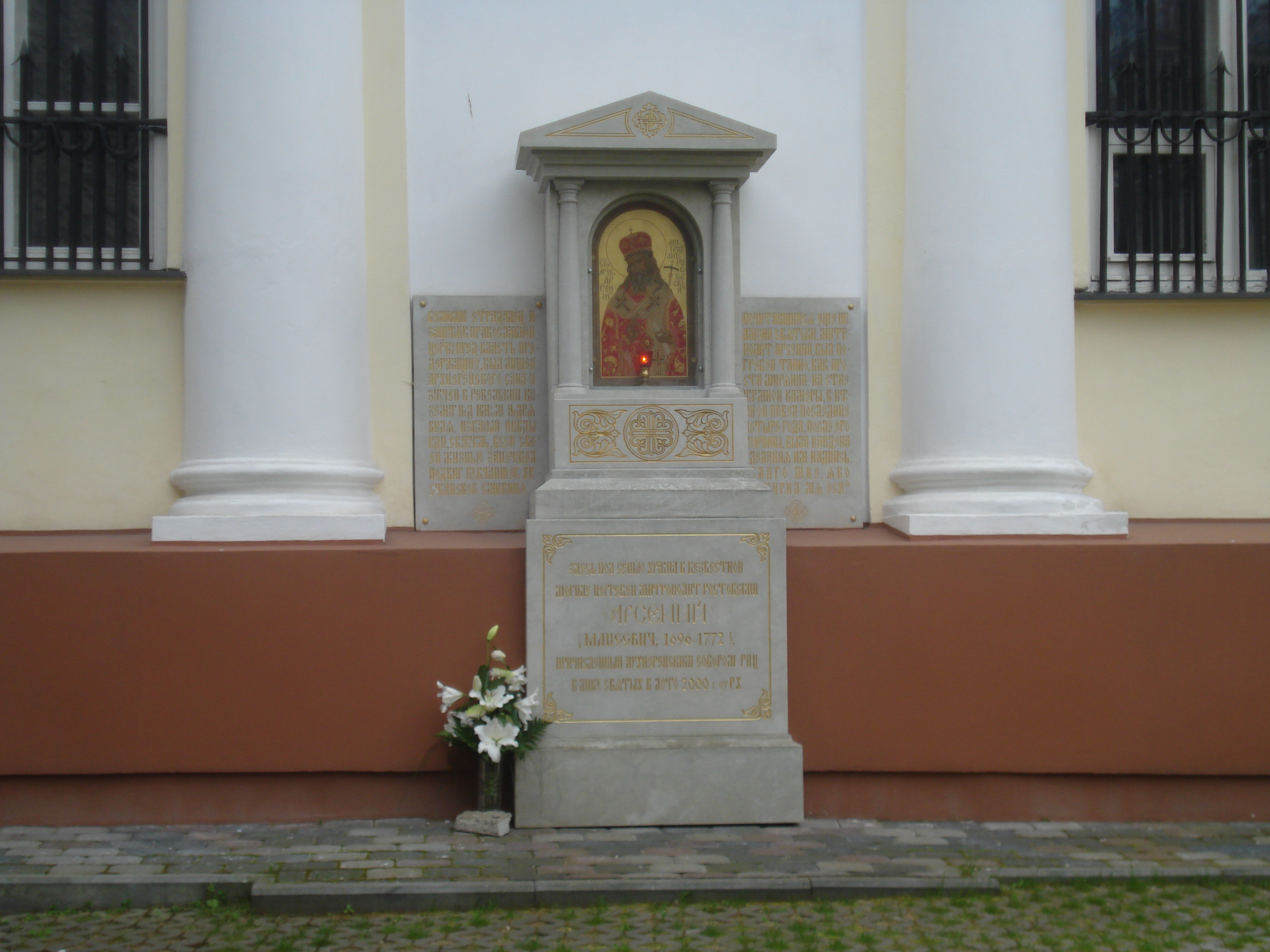
Мемориал, сооружённый у стен Никольской церкви в Таллине

28 июня 1918 года Всероссийским Поместным собором, как лишённый святительского сана по политическим мотивам, был восстановлен в архиерейском достоинстве.
Юбилейный Архиерейский собор Русской православной церкви в августе 2000 года определил причислить к лику святых Русской православной церкви для общецерковного почитания, среди прочих, священномученика Арсения Ростовского.
Память священномученику Арсению Ростовскому празднуется 28 февраля (12 марта в високосный год, 13 марта в невисокосный год).
Неканоническая Украинская православная церковь Киевского патриархата на Поместном соборе 2004 года канонизировала Арсения Мацеевича как новомученика.

## Труды
Изданные при жизни:
- «Увещание» раскольнику игумену Иоасафу. М., 1734. Повторно: Арсений Мацеевич. Увещание // Православный собеседник. 1861. т. III., С. 184—204.
- Слово в день Петра и Павла. М., 1742.
- Слово в день восшествия на престол Елизаветы Петровны. М., 1744.
- Предисловие к исправленному им же изданию «Обличение неправды раскольничей» Тверского архиепископа Феофилакта («Феофилактово обличение поморским ответам»). М., 1745.

Изданные после смерти
- Дополнение обличения ответов раскольнических, пустосвятами Выгорецкими в 1723 году предложенных. — Православный собеседник, 1861 г. т. III., С.349 (Статья носит название «Об Арсении Мацеевиче, как обличителе раскола») Также есть фрагмент в «Описании документов и дел, хранящихся в архиве Святейшего правительствующего синода за 1542—1721» (первые 7 обличений). С. CCCCXVII-CCCCXXXVI. Ссылка
- Доношения Арсения в Св. Синод. — Чтения Московского общества истории. 1862, № 2, 3; Русская старина, 1876. № 15.

Рукописи
- Записка «О благочинии церковном» (в соавторстве с Амвросием Юшкевичем). 1742 г. Содержала протест против синодального управления и Коллегии экономии, а также предложение о восстановлении патриаршества.
- Письма Елизавете Петровне. Хранятся в РГАДА.
- «Возражение на пасквиль лютеранский, называемый молоток». (1745—1753). Отрывки напечатаны в работе И. А. Чистович. Феофан Прокопович и его время". — СПб., 1868. С.386 — 407.
- Проповеди. Рукописи РГБ 303. II ТСЛ 10.1-7, РГБ 303. II ТСЛ 11.1-4. Список середины XIX века.